# Pueblo franco
Los francos (del latín Franci o gens Francorum) fueron un pueblo de la Europa occidental durante el Imperio romano y la Edad Media. Empezaron siendo un pueblo germánico que vivía cerca de la Baja Renania y de los territorios situados al este del Rin (Westfalia), en la frontera continental norte del imperio, y al igual que otras muchas tribus germánicas occidentales entró a formar parte del Imperio romano en su última etapa en calidad de foederati, asentándose en el Limes (Bélgica y norte de Francia actuales). Posteriormente expandieron su poder e influencia durante la Edad Media, hasta que gran parte de la población de la Europa occidental, particularmente en Francia y sus alrededores, fue descrita comúnmente como francos, por ejemplo, en el contexto de sus esfuerzos conjuntos durante las Cruzadas que comenzaron en el siglo XI.Las poderosas y duraderas dinastías establecidas por los francos reinaron en una zona que abarca la mayor parte de los actuales países de Francia, Bélgica y Países Bajos, así como la región de Franconia en Alemania. 
Un punto de inflexión clave en esta evolución fue cuando la dinastía franca merovingia, con base en el Imperio romano de Occidente en colapso, se convirtió por primera vez en los gobernantes de toda la región entre los ríos Loira y Rin, y luego impuso el poder sobre muchos otros reinos postromanos tanto dentro como fuera del antiguo imperio. 
La palabra franco (Frank o Francus) significa «libre» en la lengua de los francos, ya que los francos no estaban dominados por el Imperio romano ni por ningún otro pueblo. Dado que la raíz frank- no es una raíz germánica conocida, se piensa también que podría derivar de frei-rancken (libere vacantes) que significa ‘libres viajeros’. Aunque el nombre 'franco' no aparece hasta el siglo III, al menos algunas de las tribus francas originales eran conocidas por los romanos desde mucho tiempo atrás por sus propios nombres, tanto en un rol de aliados que proporcionaban soldados como en el de enemigos. El término se utilizó por primera vez para describir a las tribus que trabajaban en conjunto para atacar el territorio romano.
Los historiadores suelen dividir a los pueblos francos, que posteriormente vivieron dentro de la frontera de Roma en el río Rin, en dos grupos: los francos salios al oeste, que llegaron al sur a través del delta del Rin, y los francos ripuarios al este, que con el tiempo conquistaron la ciudad fronteriza romana de Colonia y tomaron el control de la orilla izquierda del Bajo Rin en esa región.
Childerico I, un rey franco salio, fue uno de varios líderes militares que comandaron tropas romanas con diversas afiliaciones étnicas en la parte septentrional de la actual Francia. Él y su hijo Clodoveo I fundaron la dinastía merovingia, que logró unificar la mayor parte de la Galia bajo su gobierno durante el siglo VI, tras el colapso del Imperio romano de Occidente, así como establecer el liderazgo sobre todos los reinos francos en o cerca de la frontera del Rin. Posteriormente, la dinastía dominó sobre una parte significativa de lo que hoy es la Alemania occidental y meridional. Fue sobre la base de este imperio merovingio que la dinastía posterior, los carolingios, llegaron con el tiempo a ser vistos como los nuevos emperadores de la Europa occidental en 800, cuando Carlomagno fue coronado por el papa.
En 870, el reino franco llegó a dividirse permanentemente entre los reinos occidental y oriental, que fueron los predecesores de los posteriores Reino de Francia y Sacro Imperio Romano Germánico respectivamente. Es el reino occidental, cuyos habitantes llegaron con el tiempo a ser conocidos como «los franceses» (en francés: Les Français, en alemán: Die Franzosen, en neerlandés: De Fransen, etc.), y este reino es el precursor del estado nacional de Francia. Sin embargo, en diversos contextos históricos, como durante las cruzadas medievales, no solo los franceses, sino también personas de regiones vecinas de la Europa occidental siguieron siendo llamadas colectivamente francos. Los cruzados, en particular, tuvieron un impacto duradero en el uso de nombres relacionados con los francos para referirse a los europeos occidentales en muchos idiomas no europeos.

## Población
Ferdinand Lot en Les Invasions germaniques dice que solo los salios eran entre 100 000 y 150 000. Dominique Jamet dice en 1996 que los ripuarios eran cerca de 100 000, de los que una cuarta parte eran combatientes.
Algunos calculan que pudieron ser en total entre ciento cincuenta y doscientas mil personas las que conquistaron un territorio poblado por seis o siete millones. Posiblemente solo 30 000 fueran guerreros. Según Jean Décarreux, ambos grupos francos sumaban 100 000 a 150 000 gentes, con un total de 30 000 guerreros, posiblemente muchos menos.

## Los primeros francos y su expansión

Migraciones de los francos entre los años 400 y 440

Los francos en el norte de la Galia en la segunda mitad del siglo.

No se sabe mucho de los inicios de la historia de los francos. El cronista galo-romano Gregorio de Tours, autor de la Historia Francorum (Historia de los francos), que cubre el período hasta el año 594, es la fuente principal. En ella cita a su vez como fuentes a Sulpicio Alejandro y a Frigerido (los cuales serían desconocidos de no ser por él), además de aprovechar su propia relación personal con muchos francos insignes. Aparte de la Historia de Gregorio, existen otras fuentes romanas anteriores, como Amiano y Sidonio Apolinar.
Los estudiosos modernos dedicados al período de las migraciones han sugerido que el pueblo franco podría haber surgido de la unificación de grupos germánicos anteriores más pequeños (usípetes, téncteros, sicambrios y brúcteros), que habitaban el valle del Rin y los territorios situados inmediatamente al este. Esta unión podría estar relacionada con el aumento del caos y las insurrecciones acontecidas en la zona como resultado de la guerra entre Roma y los marcomanos, que había estallado en el año 166, así como de los conflictos derivados de esta durante la segunda mitad del siglo II y el siglo III.
La primera vez que los autores clásicos de la antigüedad nombran al territorio de los francos es en la recolección de relatos laudatorios de emperadores romanos Panegyrici Latini (Panegíricos Latinos), a principios del siglo IV d. C. En esa época tal territorio se correspondía con el área situada al norte y al este del Rin (la Renania actual), con unos límites difusos encerrados en el triángulo entre las ciudades de Utrecht, Bielefeld y Bonn de hoy día. En el citado territorio se situaban las tierras de la confederación de pueblos francos de los sicambrios, los salios, téncteros, usípetes, vindélicos, brúcteros, ampsivaros, camavos y catos. Algunas de estas tribus, como los sicambros y los francos salios,  suministraban soldados a las tropas romanas que protegían el limes (las fronteras del imperio).
Al principio se dividían en dos grupos, cuyos nombres derivarían, según algunas interpretaciones, de sus asentamientos en torno a dos ríos:
- los francos salios habitarían, a mediados del siglo III d. C., el valle inferior del río Rin, en los actuales Países Bajos y noroeste de Alemania. Su nombre estaría vinculado, según unos, al río Ijssel (forma antigua Isala, como a otros cursos fluviales: Isère, Yser, Isar); según otros, al vocablo germánico «see» (mar), o también al germánico «i sala» (aguas oscuras).
- los francos ripuarios habitarían el curso medio del río Rin, y su nombre derivaría del vocablo latino «ripa» (río), en el sentido de la gente del Rin.

Ya en el siglo IX la división entre ambos era prácticamente inexistente, pero durante algún tiempo continuó siendo aplicada en el sistema legal que definía el origen de las personas.
Por su parte, Gregorio afirma que los francos vivieron originalmente en la llanura panónica, pero que más tarde se asentaron a las orillas del Rin. Existe una región al noreste de la actual Holanda (al norte de lo que una vez fue la frontera romana) que lleva el nombre de Salland y podría haber recibido ese nombre de los salios.
Hacia el año 250, un grupo de francos, aprovechándose de la debilidad del Imperio romano, llegó hasta Tarragona (en la actual España), ocupando esta región durante una década antes de que las fuerzas romanas los doblegaran y expulsaran de territorio romano. Unos cuarenta años después, los francos se apoderaron de la región del río Escalda (actual Bélgica), interfiriendo en las rutas marítimas de Bretaña. Los romanos pacificaron la región, pero no expulsaron a los francos.

## Los francos en el Imperio romano

Expansión franca en la Galia (486-511).

Entre los años 355 y 358, el emperador Juliano intentó dominar las vías fluviales del Rin que estaban bajo el control de los francos, y una vez más volvió a pacificarlos. Roma les concedió una parte considerable de la Gallia Belgica, momento a partir del cual pasaron a ser foederati del Imperio romano, aunque el emperador forzó el retorno de los camavos a Hamaland (un distrito ahora neerlandés en la actual Güeldres). De este modo, los francos se convirtieron en el primer pueblo germánico que se asentó de manera permanente dentro de territorio romano. El neerlandés hablado en Flandes (Bélgica) y Holanda tiene su origen en las lenguas de origen germánico habladas por los francos (ver fráncico antiguo), también el limburgués tendría el mismo origen.
Algunos francos prosperaban en suelo romano, como Flavio Bauto y Arbogastes, militares que apoyaban la causa de los romanos, mientras que otros reyes francos, como Malobaudes se oponían a los romanos dentro del Imperio. Después del suicidio de Arbogastes en la Batalla del Frígido, su hijo Arigio logró crear un condado hereditario en Tréveris, y tras la caída del usurpador Constantino III, algunos francos apoyaron al usurpador Jovino (411).
A pesar de ser aliados de Roma —de hecho contribuyeron a defender las fronteras tras el paso de las tribus germánicas por el Rin en 406— desde la década de 420, los francos aprovecharon la decadencia de la autoridad romana sobre la Galia para extenderse al sur, de manera que fueron conquistando gradualmente la mayor parte de la Galia romana al norte del río Loira y al este de la Aquitania visigoda.
La invasión de los francos presionó hacia al suroeste, más o menos entre el Somme y la ciudad de Münster (en la Renania del Norte-Westfalia actual), y avanzó por la región parisina, donde terminaron con el dominio romano que ejercía Siagrio en 486, y prosiguió hacia los territorios al sur del río Loira, de donde se expulsó a los visigodos a partir de 507.

### Los merovingios

Situación territorial del imperio franco entre 481 y 814.

Lo poco que ha sobrevivido acerca de los reinos de los primeros jefes francos, Faramond (aproximadamente entre 419 y 427) y Clodión (aproximadamente entre 427 y 447), parece tener más de mito que de realidad, y su relación con la dinastía de los merovingios permanece poco clara.
Gregorio menciona a Clodión (Chlodio) como el primer rey que inició la conquista de la Galia al tomar «Camaracum» (actual Cambrai) y expandir la frontera hasta el río Somme, esto es, su territorio incluiría la región de la Toxandria (en el Brabante actual, entre las desembocaduras de los ríos Mosa y Escalda) y tendría como centro la ciudad y obispado de Tongeren (civitatus Tungrorum), desde donde se ampliaría hasta Cambrai (Camaracum) y el río Somme. Sidonio Apolinar relata cómo Aecio tomó a los francos por sorpresa, haciéndoles retroceder (probablemente alrededor de 431). Este período marca el comienzo de una situación que se prolongaría durante siglos: los francos germánicos se convirtieron en soberanos de un número cada vez mayor de súbditos galorromanos.
En 451, Aecio pidió ayuda a sus aliados germánicos en suelo romano para repeler una invasión de los hunos. Mientras que los francos salios lo apoyaron, los renanos lucharon en ambos bandos, dado que muchos de ellos vivían fuera del Imperio. A su vez, los francos se vieron obligados a invadir Galia ante el avance huno de Atila, donde lucharon con Aecio en la batalla de los Campos Cataláunicos. Cuando Atila se marchó, a los francos que se hallaban en posesión de la zona nororiental se los conoció como salios, por vivir a lo largo del llamado río Sala, que es en realidad una de las corrientes del delta del Rin.
Los sucesores de Clodión son figuras poco conocidas. Las fuentes de Gregorio identifican sin demasiada seguridad a Meroveo (Merovech o Merovaeus en latín) como el rey de los francos, epónimo de la dinastía y posible hijo de Clodión. Meroveo fue sucedido en el trono por Childerico I, en cuya tumba, descubierta en 1653, se encontró un anillo que lo identificaba como rey de los francos. Este gobernó un reino de francos salios en Tournai, en la moderna Bélgica, como foederatus del Imperio romano.

## Clodoveo y la creación del reino de los francos

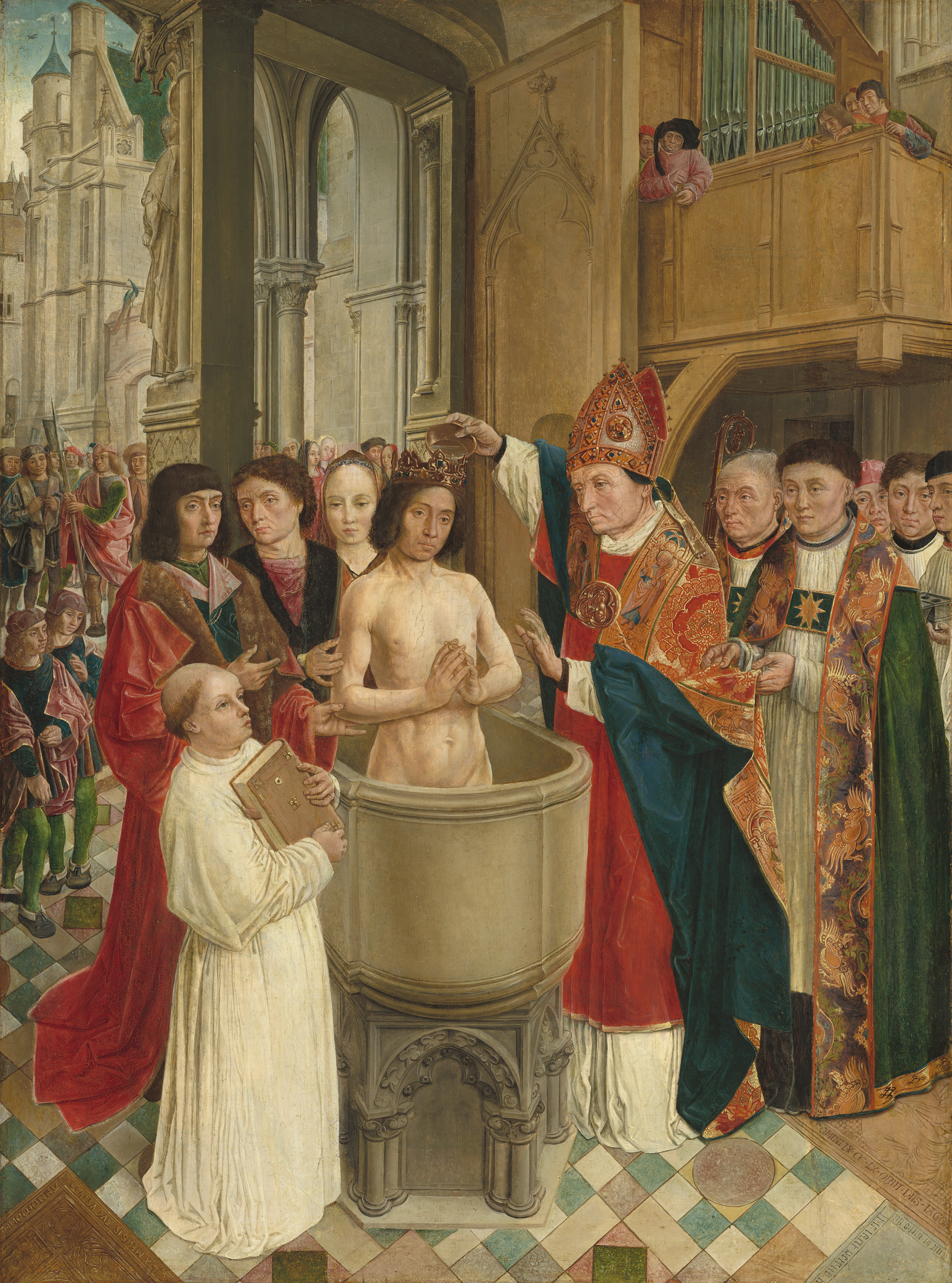
El bautismo de Clodoveo I, que lo convirtió en el primer rey franco cristiano.

El reino de los merovingios llegó con el tiempo a dominar a los demás pequeños reinos francos, posiblemente gracias a su asociación con estructuras de poder romanas en el norte de la Galia, en las que fuerzas militares francas estaban al parecer integradas en alguna medida. En las décadas de 450 y 460, Childerico I fue uno de varios líderes militares al frente de tropas romanas con diversas afiliaciones étnicas en la Galia romana (aproximadamente la Francia moderna). Childerico I y su hijo Clodoveo I (Clovis en francés) se enfrentaron a la competencia del romano Egidio como competidor por el «reinado» de los francos asociados con las fuerzas romanas del Loira (según Gregorio de Tours, Egidio ocupó el reinado de los francos durante ocho años mientras Childerico estaba en el exilio). Este nuevo tipo de realeza, quizás inspirada por Alarico I, representa el inicio de la dinastía merovingia que logró conquistar la mayor parte de la Galia en el siglo VI, así como establecer su liderazgo sobre todos los reinos francos en la frontera del Rin. Egidio murió en 464 o 465. Childerico y su hijo Clodoveo I fueron descritos como gobernantes de la provincia romana de Belgica Secunda, por su líder espiritual en la época de Clodoveo, san Remigio.
Clodoveo I tenía quince años cuando sucedió a su padre Childerico I. Comenzó una política de expansión de su autoridad sobre las otras tribus francas y de ampliación de su territorio al sur y oeste de la Galia. Así, comenzó una campaña militar con la intención de consolidar los varios reinos francos en la Galia y Renania, dentro de la cual se enmarca la derrota de Siagrio, hijo de Egidio, en 486. Esta victoria sobre Siagrio supuso el fin del control romano en la región de París. Luego hizo encarcelar y ejecutar al rey franco Cararico. Unos años más tarde, mató a Ragnacar, el rey franco de Cambrai, y a sus hermanos. En la batalla de Vouillé (507), Clodoveo, con la ayuda de los burgundios, derrotó a los visigodos, expandiendo su reino al oeste, hasta los Pirineos. Tras esta batalla, Gregorio de Tours indica que Clodoveo llevó a cabo campañas para eliminar a los demás reyes francos, tanto ripuarios como salios. Tras conquistar el reino de Soissons estableció la hegemonía franca sobre la mayor parte de la Galia, con exclusión de Borgoña, Provenza y Bretaña, que con el tiempo fueron absorbidas por sus sucesores. Para la década de 490, había conquistado todos los reinos francos al oeste del río Mosa, excepto los ripuarios, y estaba en condiciones de convertir la ciudad de París en su capital. Se convirtió en el primer rey de todos los francos en 509, después de haber conquistado Colonia.
La conversión de Clodoveo al cristianismo, tras su matrimonio con la princesa católica burgundia Clotilde en 493, pudo haber ayudado a acercarle al papa y a otros soberanos cristianos ortodoxos. La conversión de Clodoveo supuso la conversión del resto de francos. Al profesar la misma fe que sus vecinos católicos, los recientemente cristianizados francos encontraron mucho más fácilmente su aceptación por parte de la población local galo-romana que otros pueblos germánicos cristianizados de fe arriana, como los visigodos y ostrogodos, los vándalos, los lombardos o los burgundios. De esta forma, los merovingios dieron lugar a la que con el tiempo sería la dinastía de reyes más estable de Occidente. La dinastía merovingia fundada por Clodoveo toma su nombre de Meroveo, su antepasado germánico legendario y casi divino, que da legitimidad a su reino.
Esta estabilidad, sin embargo, no se extendía a la vida cotidiana durante la era merovingia. Los francos eran ante todo un pueblo guerrero, una característica que lógicamente impregnaba todos los aspectos de su cultura. Aunque en tiempos de los romanos existía un cierto grado de violencia (sobre todo en la etapa final), la introducción de la práctica germánica de recurrir a la violencia para solventar disputas y conflictos legales llevó a un cierto grado de anarquía al final de esta época. Esto afectó al comercio, que llegó a verse interrumpido ocasionalmente, dificultando de manera creciente la vida cotidiana, lo que desembocó en una progresiva fragmentación y localización de la sociedad en villas. La alfabetización, aparte de los pocos eruditos eclesiásticos, era prácticamente nula, como en toda la Europa occidental.

Los dominios francos entre 511 y 561 con Clodoveo I.

Los soberanos merovingios, siguiendo la tradición germánica, tenían la costumbre de dividir sus tierras entre los hijos supervivientes, ya que carecían de un amplio sentido de la res pública, concebían el reino como una propiedad privada de grandes dimensiones. Esto dio lugar divisiones territoriales, segregaciones y redistribuciones, reunificaciones y nuevas particiones, en un proceso que originaba asesinatos y guerras entre las distintas facciones. Esta práctica explica en parte la dificultad de describir con precisión tanto las fechas como las fronteras geográficas de cualquiera de los reinos francos, así como de determinar con precisión quién gobernaba en cada una de las regiones. El bajo nivel de alfabetización durante el periodo franco agrava el problema, ya que se conservan muy pocos documentos escritos.
El área franca se expandió aún más bajo el reinado de los hijos de Clodoveo, llegando a cubrir la mayor parte de la actual Francia (con la expulsión de los visigodos), pero incluyendo también zonas al este del río Rin, tales como Alamannia (el actual sudoeste de Alemania) y Turingia (desde 531); Sajonia, en cambio, permaneció fuera de las fronteras francas hasta ser conquistada por Carlomagno siglos más tarde. A su muerte en 511, repartió su reino entre sus cuatro hijos, que se reunieron temporalmente bajo su hijo Clotario I para derrotar a Borgoña en 534. Tras él, los territorios francos volvieron a dividirse en 561. Durante los reinados de los hermanos Sigeberto I y Chilperico I se produjeron disputas intestinas, alimentadas en gran medida por la rivalidad de sus reinas, Brunegilda y Fredegunda, y que continuaron durante los reinados de sus hijos y nietos. Surgieron tres subreinos distintos: Austrasia, Neustria y Borgoña, que habían sido anexionadas por los francos por medio de matrimonios e invasiones. Cada uno de estos reinos se desarrolló de forma independiente y trató de ejercer influencia sobre los demás. La influencia del clan arnúlfida de Austrasia aseguró que el centro de gravedad político del reino se desplazara gradualmente hacia el este, a Renania.
En cada reino franco, el mayordomo de palacio ejercía las funciones de primer ministro. El reino franco fue reunificado en 613 por Clotario II, hijo de Chilperico, que concedió a sus nobles el Edicto de París en un esfuerzo por reducir la corrupción y reafirmar su autoridad. Una serie de muertes prematuras que comenzaron con la de su hijo y sucesor Dagoberto I en 639 desembocaron en una sucesión de reyes menores de edad.  Tras los éxitos militares de Dagoberto I, la autoridad real decayó rápidamente bajo una serie de reyes, conocidos tradicionalmente como los rois fainéants (lit., reyes holgazanes). Después de la batalla de Tertry en 687, cada mayordomo de palacio, que anteriormente había sido el funcionario principal de la casa real, era quien mantenía de hecho el poder.  Para comienzos del siglo VIII, esto había permitido a los mayordomos austrasios consolidar el poder de su propio linaje, hasta que en 751, con la aprobación del Papa y la nobleza, Pipino el Breve depuso al último rey merovingio Childerico III y se hizo coronar. Esto inauguró una nueva dinastía, los carolingios.

## Reino carolingio (751–987)
La unificación lograda por los merovingios aseguró la continuidad de lo que se conoce como el Renacimiento carolingio. El Imperio carolingio se vio acosado por guerras intestinas, pero la combinación del gobierno franco y el cristianismo romano aseguró que estuviera fundamentalmente unido. El gobierno y la cultura francos dependían en gran medida de cada gobernante y sus objetivos, por lo que cada región del imperio se desarrolló de manera diferente. Si bien los objetivos de un gobernante dependían de las alianzas políticas de su familia, las principales familias de Francia compartían las mismas creencias e ideas básicas de gobierno, que tenían raíces tanto romanas como germánicas.
El estado franco consolidó su control sobre la mayoría de Europa occidental para fines del siglo VIII, y se convirtió en el Imperio carolingio. Con la coronación de su gobernante Carlomagno como emperador del Sacro Imperio Romano Germánico por el papa León III en el año 800 d. C., él y sus sucesores fueron reconocidos como sucesores legítimos de los emperadores del Imperio romano de Occidente. Como tal, el Imperio carolingio gradualmente llegó a ser visto en Occidente como una continuación del antiguo Imperio romano. Este imperio daría lugar a varios estados sucesores, entre ellos Francia, el Sacro Imperio Romano Germánico y Borgoña, aunque la identidad franca siguió estando más estrechamente identificada con Francia.
Tras la muerte de Carlomagno, su único hijo adulto superviviente se convirtió en emperador y rey Ludovico Pío. Sin embargo, tras la muerte de Ludovico, según la cultura y la ley francas que exigían la igualdad entre todos los herederos adultos varones vivos, el Imperio franco quedó dividido entre sus tres hijos, Luis II el Germánico (Francia Oriental), Lotario I (Francia Media) y Carlos II el Calvo (Francia Occidental).
En los siglos siguientes, los habitantes del reino franco occidental (Francia o Franquia) siguieron llamándose francos, aunque el elemento franco se fusionó con la población más antigua. En Alemania, el nombre sobrevivió como Franconia, un ducado que se extendía desde Renania hacia el este a lo largo del río Meno.